# حقوق مدنية
الحقوق المدنية، الحقوق السياسية، أو «الحقوق المدنية والسياسية» هي الحماية والامتيازات للسلطة الشخصية لجميع المواطنين بموجب القانون. تتميز الحقوق المدنية من «حقوق الإنسان» أو «الحقوق الطبيعية»؛ فالحقوق المدنية هي الحقوق التي منحت من قبل الدولة لجميع المواطنين ضمن الحدود الإقليمية، في حين أن الحقوق الطبيعية أو حقوق الإنسان هي ما يدعوا العديد من العلماء أن الأفراد لهم الحقوق الطبيعية أو حقوق الإنسان بالطبيعة لمن يولدون. على سبيل المثال، الفيلسوف جون لوك (1632—1704) جادل بأن من الطبيعي أن يكون للإنسان حق في الحياة والحرية والملكية وينبغي تحويلها إلى الحقوق المدنية وتحميها الدولة ذات السيادة بوصفها جانباً من جوانب العقد الاجتماعي. قال آخرون ان اكتساب الناس الحقوق غير القابلة للتصرف هدية من الله أو في وقت من قبل الطبيعة.

## التاريخ
ترجع عبارة «الحقوق المدنيّة Rights for Civil» إلى الكلمة اللاتينيّة ius civis (وتعني حقوق المواطن). انقسم المواطنون الرومان إلى فئتين: الأحرار والعبيد، ولكليهما حقوق أمام القانون. بعد مرسوم ميلانو عام 313، تضمنت تلك الحقوق حرية الدين. لكن وفي عام 380، تطلَّب مرسوم تيسالونيكا أن يدين كل المواطنين بالولاء للكنيسة الكاثوليكية. فُقدت الروح القانونيّة الرومانيّة في العصور الوسطى، إلا أن المطالبة بحقوق شاملة ربما يمكن بناؤها على العقيدة المسيحيّة أيضًا، طبقًا لقادة تمرد كيت Kett's Rebellion 1549، «خُلق كل الناس أحرارًا فقد أعطاهم الله الحريّة».
أعاد القاضي الإنجليزيّ إدوارد كوك Edward Coke إحياء الفكرة في القرن السابع عشر، بالتأسيس لحقوق مبنيّة على المواطنة، مستدلًا بالحُجج التاريخيّة التي تقول أن المواطن الإنجليزيّ تمتع بمثل هذه الحقوق دومًا. تبنى البرلمان الإنجليزيّ القانون الإنجليزيّ للحقوق عام 1689. كان ذلك بفضل التأثير الذي أحرزه كل من جورج مانسون George Mason وجيمس ماديسون James Madison بعد صياغة إعلان فيرجينيا للحقوق عام 1776، وكان هذا الإعلان هو الممهد لنموذج الولايات المتحدة للحقوق عام 1789.
```
تُمثل إزالة تشريع الحقوق المدنيّة «إعاقة مدنيّة». في بدايات القرن التاسع عشر في 
بريطانيا
، كانت عبارة الحقوق المدنيّة تشير إلى التمييز القانونيّ ضد الكاثوليك. انقسم الدعم للحقوق المدنيّة في مجلس العموم البريطانيّ، حيث أقرّ بعض السياسيّين بوجود مشاكل مدنيّة للكاثوليك، لكن أعاد قانون الإغاثة الكاثوليكيّ الرومانيّ عام 1829 الوضع للحقوق المدنيّة.
[
3
]
```

كيَّف الأمريكيّون هذا الاستخدام من أجل السود المحررين حديثًا في ستينات القرن التاسع عشر، وسنّ الكونغرس قانون الحقوق المدنيّة.

## حماية الحقوق
أكد توماس مارشال T. H. Marshall أن الحقوق المدنيّة من أهم الحقوق الواحب إدراكها وحمايتها، يليها الحقوق السياسيّة وأخيرًا الحقوق الاجتماعيّة. تعتبر تلك الحقوق في العديد من البلدان حقوقًا دستوريّة موجودة في وثيقة الحقوق أو الوثائق المشابهة. تُعرَّف الحقوق المدنيّة أيضًا في الوثائق الدوليّة لحقوق الإنسان، كما في الإعلان العالمي لحقوق الإنسان 1948 والعهد الدولي الخاص بالحقوق المدنيّة والسياسيّة عام 1967.
لا تحتاج الحقوق المدنيّة والسياسيّة أن تُسن كي تُحمى، إلا أن أغلب الديمقراطيات في العالم توثق تلك الحقوق رسميًا كضمانة لها. تعتبر الحقوق المدنيّة حقوقًا طبيعية. كتب توماس جيفرسون في «رؤية مختصرة حول الحقوق في أمريكا البريطانيّة A Summary View of the Rights of British America» أن «الأحرار ينتزعون حقوقهم بوصفها قوانين الطبيعة، وليست منحة من كبير الموظفين العموميين».
يبقى السؤال عن الفئة المستهدفة من هذه الحقوق المدنيّة والسياسيّة محل جدل. في العديد من الدول، تُمنح هذه الحقوق للمواطنين بحماية أكبر من الانتهاك عن غير المواطنين، وفي الوقت ذاته تُعتبر تلك الحقوق شاملة بحيث تنطبق على جميع الأشخاص.
طبقًا للعالم السياسيّ سلفادور سانتينو Salvador Santino، يجب أن يركز التحليل لأسباب حماية حقوق الإنسان ونقص حمايتها من الانتهاكات، على التفاعل بين العوامل الدوليّة والمحليّة، وهي وجهة نظر مهمة كانت مهملة في تراث العلوم الاجتماعيّة.

## الحقوق الأخرى
تلعب العادة دورها أيضًا. في شكل الحقوق غير المصرح بها، والتي ترى المحكمة أنها موجودة بالرغم من عدم تدوينها أو كتابتها. يُعتبر الحق في الخصوصية من أمثلة تلك الحقوق في الولايات المتحدة، والتعديل التاسع يصرِّح بأن هناك عدد من الحقوق المصونة الأخرى.
ينص إعلان استقلال الولايات المتحدة أن للناس حقوقًا لا يمكن انتهاكها مثل «الحق في الحياة والحرية والسعي للسعادة». يعتبر بعض الناس وظيفة الحكومة حماية الحياة والحرية والممتلكات فقط. تؤكد أفكار الحرية الإدراكيّة وامتلاك الذات على حقوق الفرد لاختيار طعامه والأدوية التي يتناولها والعادات التي يتبناها.

## الحركة الاجتماعيّة من أجل الحقوق المدنية
تضمن الحقوق المدنيّة حماية متساوية تحت مظلة القانون. وعندما تُفقد الضمانات بالحماية المتساوية لكافة الحقوق، أو عندما تكون مكتوبة على الورق فقط دون تحقق فعليّ، قد يؤدي ذلك إلى التمرد الاجتماعيّ والمعارضة.
يقترح بعض المؤرخين أن نيو أورلاينز New Orleans كانت مهد حركة الحقوق المدنيّة في الولايات المتحدة. حيث إن ويليام كلايبورن W.C.C. Claiborne الذي عيّنه توماس جيفرسون محافظًا لولاية نيو أورلاينز، تقبل توصيل المستعمرة الفرنسية في ديسمبر عام 1803. كان الرجال الأحرار من ذوي الألوان أعضاءً للميليشيا لعقود تحت السيطرة الإسبانيّة والفرنسيّة لمستعمرة لويزيانا Louisiana. تطوّع هؤلاء الرجال لخدمة كلايبورن ولدولتهم الجديدة.
واجهت إدراة نيو أورلاينز معضلة في بدايات عام 1804 لم تكن معروفة من قبل في الولايات المتحدة، وهي محاولة دمج العسكريّة عن طريق تضمين أفراد الميليشيا المؤسسة سابقًا باعتبارها ميليشيا ملونة. ومثال على ذلك الخطاب الذي أرسله وزير الدفاع هنري ديربورن Henry Dearborn إلى كلايبورن مفيدًا إياه بأن «لن يكون من الحكمة أن نزيد عدد الفيالق بل أن ننقصها، إذا أمكن فعلها دون مخالفة».
اكتسبت حركة الحقوق المدنيّة في الولايات المتحدة زخمًا بحلول عام 1848 بجمع هذه الوثائق والتصريح برأيهم. حيث شُكلت بعد إعلان الاستقلال وإعلان الحقوق والآراء، وأصبحت وثيقة مؤسِسة للحركة النسائيّة الأمريكيّة في سينيكا فولز Seneca Falls Convention في يوليو عام 1848.
ظهرت حركات المطالبة بالحقوق السياسيّة من أجل المساواة أمام القانون بين عامي 1950 و1980. كان لهذه الحركات جانب قانونيّ وجانب دستوريّ، وأنتجت العديد من التشريعات على المستويين المحليّ والقوميّ. كما كان لهما جانب نشاطيّ، خاصة في المواقف التي تنتشر فيها انتهاكات الحقوق. تضمنت الحركات التي دعت إلى حماية الحقوق المدنيّة والسياسيّة:
- حركة الحقوق المدنيّة civil rights movement في الولايات المتحدة، حيث اُنتهكت حقوق المواطنين السود
- رابطة الحقوق المدنيّة في شمال إيرلاندا Northern Ireland Civil Rights Association، المُشكَّلة في 1967 بعد فشل المملكة المتحدة لاحترام حقوق الأقليّة الكاثوليكيّة الرومانيّة
- حركات المجتمعات الشيوعيّة مثل ربيع براغ Prague Spring والميثاق 77 من تشيكوسلوفاكيا والانتفاضات في المجر[9]

تعتمد معظم حركات الحقوق المدنيّة تقنية المقاومة المدنيّة والوسائل السلميّة لتحقيق أهدافهم. يصاحب هذا النضال في بعض الدول حالة من الاضطراب الاجتماعيّ أو التمرد المسلَّح. وبينما أنتجت تلك الحركات توسعًا في دائرة الحقوق المدنيّة والسياسيّة، طالت مدة نيل الحقوق في دول أخرى، ولم تحقق بعض الحركات الأخرى أهدافها.

## قوانين الحقوق المدنية
القوانين التي تكفل الحقوق المدنية قد تكون مكتوبة، أو مستمدة من العرف، أو ضمنية. في الولايات المتحدة ومعظم بلدان القارة الأوروبية، قوانين الحقوق المدنية تكون في أغلب الأحيان مكتوبة. أمثلة الحقوق والحريات المدنية تشمل الحق في الحصول على التعويض إذا أصيب آخر، والحق في الخصوصية، الحق في الاحتجاج السلمي، والحق في محاكمة عادلة التحقيق والمحاكمة إذا كان يشتبه في وقوع الجريمة، وبصورة أعم على أساس هذه الحقوق الدستورية كما له الحق في التصويت، والحق في الحرية الشخصية، والحق في حرية التنقل والحق في الحماية المتساوية. كلما ظهرت الحضارات، منحت للمواطنين بعض من أهم الحقوق المدنية من خلال الدساتير المكتوبة. عندما وجدت أن تلك المنح في وقت لاحق غير كافيه، ظهرت حركات الحقوق المدنية باعتبارها وسيلة للمطالبة بقدر أكبر من المساواة والحماية لجميع المواطنين، والدعوة إلى سن قوانين جديدة لتقييد أثار التمييزالحالية.
صدر قانون الحقوق المدنية في أميركا في عام 1964، وكان له أثر في أحداث تحول حيوي في حياة أميركا. فبعد إلغاء استرقاق الأفارقة بعد الحرب الأهلية سنة 1860، بقيت آثار الرق عالقة في الاذهان ومعششة في القلوب وتفرض نفسها علناً بلا حياء خصوصاً في الجنوب ولكن بعد صدور قانون الحقوق المدنية تغيرت الصورة تماما.

## المشاكل والتحليل
ظهرت التساؤلات حول الحقوق المدنيّة والسياسيّة بشكل متكرر. على سبيل المثال، يُثار السؤال حول المدى الذي لا يجب أن تتخطاه الحكومة في ما يخص حماية حقوق الأفراد من انتهاكها من قِبل أفراد آخرين أو من المؤسسات والشركات الكبيرة. أو بعبارة أخرى، كيف يمكن التعامل مع التمييز الوظيفيّ في القطاع الخاص؟
تتعامل النظريّة السياسيّة مع الحقوق المدنيّة والسياسيّة. عبّر كل من روبرت نوزيك Robert Nozick في كتابه «الأناركيّة والدولة واليوتوبيا Anarchy, State, and Utopia» وجون راولز John Rawls في كتابه «نظرية في العدالة A Theory of Justice» عن رؤاهم المتنافسة حول هذا الموضوع. ومن المفكرين البارزين في ذلك أيضًا كل من: ويسلي نيوكومب هوهفيلد Wesley Newcomb Hohfeld وجان إدوارد سميث Jean Edward Smith.

## الجيل الأول من الحقوق
يُطلق على الجيل الأول من الحقوق اسم «الحقوق الأرجوانيّة» وتتعامل مع الحرية والمشاركة في الحياة السياسيّة. تُعتبر تلك الحقوق في جوهرها حقوقًا مدنيّة وسياسيّة، كما أنها ذات طبيعة فرديّة: تحمي الفرد من تدخل الدولة. يتضمن الجيل الأول من الحقوق: حرية التعبير والحق في محاكمة عادلة والحق في الاحتفاظ بالسلاح وحرية الدين وحقوق الانتخاب. تأسست تلك الحقوق منذ وثيقة حقوق الولايات المتحدة، وفي فرنسا عن طريق إعلان حقوق الإنسان والمواطن في القرن الثامن عشر. ربما يرجع العديد من هذه الحقوق إلى الوثيقة العظمى في عام 1215 وحقوق الإنسان الإنجليزيّ والتي عبّرت عنها الوثيقة الإنجليزيّة للحقوق عام 1689.
تجسدت هذه الحقوق على المستوى العالميّ ومُنحت مكانتها في القانون الدوليّ لأول مرة في البنود 3 و21 من الإعلان العالميّ لحقوق الإنسان عام 1948 وبعدها في 1966 في العهد الدولي الخاص بالحقوق المدنيّة والسياسيّة. تجسدت في أوروبا عام 1953 في الاتفاقية الأوروبيّة لحقوق الإنسان.
كانت حركة الحقوق المدنيّة نضالًا من أجل العدالة الاجتماعيّة، وحدثت خصيصًا في الخمسينات والستينات من القرن الماضي من أجل توفير الحقوق المتساوية من أجل السود تحت قانون الولايات المتحدة. أعطى التعديل الرابع عشر على الدستور عام 1868 حماية متساوية لحقوق السود. توقع الأمريكيّون الذين عرفوا قدرة الحماية المتساوية أمام القانون من الرئيس والكونغرس والمحاكم تحقيق هذا الوعد المنصوص عليه في التعديل الرابع عشر.

## وصلات خارجية
- مقالة عن الدولة المدنية وإشكالية تحرر الشعوب والديمقراطية من المنظومات الديكتاتورية
- الحوار المتمدن: عن إشكالية التحرر والديمقراطية في الدول المغاربية، ببساطة وتكرار توكيدي: علاقة الحرية هي علاقة حتمية بالدولة المدنية الديمقراطية الليبرالية العلمانية المعاصرة